# Igor Bancer
Igor Ramanowicz Bancer, biał. Ігар Раманавіч Банцар, Ihar Bancar, ros. Игорь Романович Банцер; ur. 1980 w Mińsku) – białoruski muzyk, dziennikarz i działacz społeczny narodowości polskiej, były redaktor naczelny Głosu znad Niemna na uchodźstwie, były rzecznik Związku Polaków na Białorusi, więzień polityczny i więzień sumienia.

## Życiorys
Dzieciństwo spędził w Mińsku i Grodnie. W 1997 został członkiem Młodego Frontu. W tym samym roku rozpoczął pracę dziennikarza w grodzieńskiej „Pahoni”. Od 1999 do 2002 studiował stosunki międzynarodowe na Uniwersytecie Warszawskim. Podczas pobytu w Polsce aktywnie działał na rzecz demokratyzacji Białorusi, współpracując z białoruskimi emigrantami politycznymi oraz Fundacją Helsińską. Po powrocie na Białoruś pracował jako dziennikarz pisując m.in. do opozycyjnych rosyjskojęzycznych czasopism „Dzień” i Miestnoje Wriemia.
Od 2005 pozostaje członkiem nieuznawanego przez reżimowe władze w Mińsku Związku Polaków na Białorusi. Do lipca 2010 pełnił rolę rzecznika prasowego ZPB. Sprawował funkcję redaktora naczelnego czasopisma ZPB „Magazyn Polski na uchodźstwie” oraz gazety ZPB „Głos znad Niemna na uchodźstwie”.

## Represje
W związku z aktywnością polityczną i społeczną był wielokrotnie zatrzymywany i karany. W marcu 2007 został skazany na 10 dni aresztu za „przeklinanie w obecności milicjantów”, a w październiku zatrzymany. W jego obronie stanęła wtedy Andżelika Borys, co skończyło się jej skazaniem.
W 2008 został ukarany grzywną oraz zakazem opuszczania terytorium Białorusi „za niezgodne z prawem przebywanie w strefie przygranicznej”.
W początkach 2009 został wezwany na milicję. W marcu został ukarany grzywną „za udział w nielegalnym wiecu” (styczniowe zebranie pod budynkiem Domu Polskiego w Grodnie). W czerwcu tego samego roku został kolejny raz zatrzymany. Pod koniec lipca dostał także oficjalne upomnienie od białoruskiej prokuratury za kolportaż nielegalnej zdaniem władz prasy polskiej.
W lutym 2010 został skazany na 5 dni aresztu za „udział w nielegalnym zgromadzeniu” (udział w wiecu przed Domem Polskim w Grodnie). W proteście ogłosił głodówkę.
Rankiem 14 czerwca 2011 został zatrzymany przez milicję przed swoim domem w Grodnie. Uniemożliwiono mu w ten sposób dotarcie do sądu rejonu leninowskiego Grodna, na początek procesu Andrzeja Poczobuta. Cały dzień był przetrzymywany w milicyjnej izolatce. Nazajutrz sędzia Ksienia Stasiukiewicz skazała go na 5 dni aresztu za niecenzuralne słownictwo. Jego sprawa była rozpatrywana w budynku milicji, a nie w sądzie. W areszcie, na znak protestu, odmawiał przyjmowania pokarmów i płynów, w wyniku czego stracił 8 kg wagi. Przez pewien czas znajdował się w przepełnionej celi.
24 czerwca 2011 został ponownie zatrzymany w brutalny sposób (milicjanci wlekli go po ulicy) za przebywanie w niedozwolonym miejscu. Tego samego dnia w budynku milicji odbył się jego proces. Oskarżono go o głośnie przeklinanie na ulicy i niepodporządkowanie się funkcjonariuszom milicji. W trakcie procesu Bancer wykazał, że protokoły milicji są sprzeczne – zgodnie z nimi znajdował się w dwóch odległych miejscach jednocześnie. Jego niewinność potwierdzali także liczni świadkowie. Mimo to, sędzia Natalla Kozieł skazała go na karę grzywny w wysokości 80 minimalnych płac, czyli 2 100 000 białoruskich rubli (wówczas równowartość ponad 1000 zł). Według Grażyny Szałkiewicz, która składała zeznania świadczące o niewinności Bancera, sędzia podnosiła na nią głos i zachowywała się agresywnie. 3 lipca został ponownie aresztowany, a kolejnego dnia skazany na 10 dni aresztu za udział w niedozwolonym zebraniu 28 czerwca. Ponownie podjął decyzję o proteście głodowym.
1 czerwca 2012 został zatrzymany po raz kolejny i skazany na 13 dni aresztu za pikietę w obronie Polskiej Szkoły w Grodnie.
24 sierpnia 2020 razem z innymi anarchistami i antyfaszystami został aresztowany za udział w pokojowej demonstracji. Został zatrzymany na 10 dni, podczas których rozpoczął strajk głodowy. Późnym wieczorem 20 października został aresztowany w swoim mieszkaniu w Grodnie. Władze państwowe stwierdziły, jakoby Bancer pokazywał swoje genitalia przed komisariatem, jednakże nagrania z tego wydarzenia ukazują jedynie jak opuszcza spodnie i pokazuje bieliznę. Te oskarżenie, w połączeniu z aktywizmem Igora stanowiły podstawę do postawienia mu zarzutu czynu chuligańskiego, za co zgodnie z białoruskim prawem grozi wyrok do 3 lat więzienia. Bancer spędził 5 miesięcy w więzieniu. Na rozprawie w marcu 2021 roku ogłosił suchy strajk głodowy na znak niemożności obrony innymi metodami. Bancer wysłany do Witebska na rok przymusowej pracy ("chemia").
15 marca 2021 roku dziewięć organizacji, między innymi: Centrum Obrony Praw Człowieka Wiasna, Białoruskie Stowarzyszenie Dziennikarzy, Białoruski Komitet Helsiński, Białoruski PEN-Centrum, uznały jego za więźnia politycznego. 16 marca 2021 roku patronat nad więźniem politycznym objął poseł do Parlamentu Europejskiego Rasmus Andresen. 18 marca 2021 roku Amnesty International uznała go za więźnia sumienia.

## Życie prywatne
Igor jest zadeklarowanym antyfaszystą, sprzeciwiającym się rasizmowi w ruchu skinheads, zwracającym uwagę na wielokulturowe i zróżnicowane etnicznie korzenie tejże subkultury. Wypowiada się negatywnie na temat homofobii i seksizmu w punk rocku i reszcie społeczeństwa. Nie pije alkoholu i nie je mięsa, a oprócz punk rocka zainteresowany jest również MMA, Muay Thai, oraz rugby. Ma dwójkę dzieci. Od 2003 jest wokalistą streetpunkowego zespołu Mister X. Identyfikuje się jako członek ruchu SHARP.